# Most Šlomo
Most Šlomo (hebrejsky: גשר שלמה, Gešer Šlomo) je most přes řeku Jordán v Izraeli, v Chulském údolí.

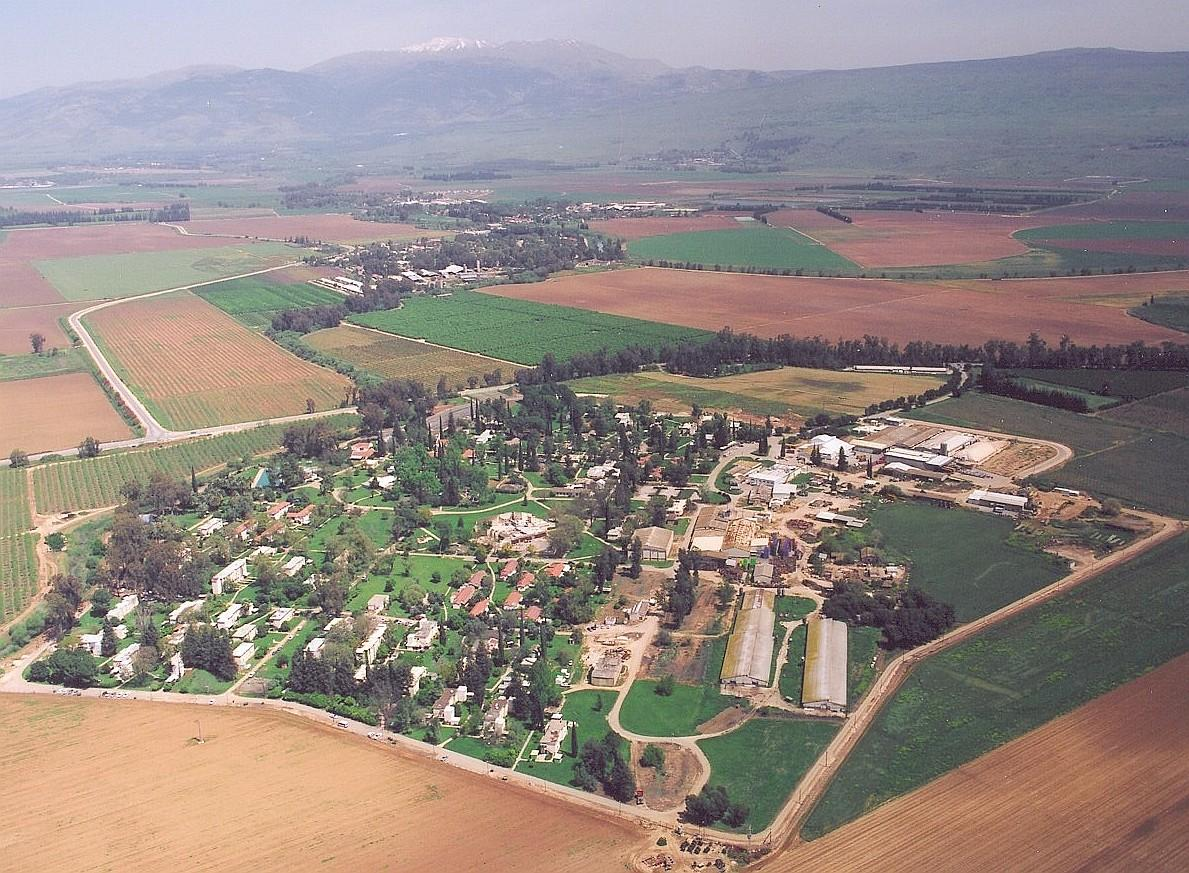
Celkový pohled na kibuc Ne'ot Mordechaj, most leží na silnici probíhající podél vzdálenějšího okraje vesnice, v pozadí Kfar Blum

Nachází se na horním toku řeky Jordán, cca 30 kilometrů severně od břehu Galilejského jezera a cca 6 kilometrů jihovýchodně od města Kirjat Šmona. Přes most prochází lokální silnice 977. Jižně od mostu leží kibuc Ne'ot Mordechaj. Pojmenován je podle dvou zakladatelů kibucu, Šlomo ben Jehudy (שלמה בן-יהודה) a Šlomo Bentova (שלמה בנטוב), kteří byli zabiti krátce po založení vesnice v roce 1946.